# Левоцкая, Катажина
Катажина Левоцкая (пол. Katarzyna Lewocka; в девичестве Липинская (пол. Lipińskich); 1799, Зельва, Литовская губерния — 23 февраля 1890, Варшава) — польская  писательница и переводчица

; младшая сестра профессора Варшавского университета Тимотеуша Липинскийого.

## Биография
Катажина Липинская родилась в 1799 году в городке Зельва, Волковысского уезда, Литовской губернии Российской империи (ныне городской посёлок в Гродненской области Белоруссии).
Наследница польского рода герба «Бродзиц». Отец — Станислав Липинский, майор Войска польского, мать — жена отца Мария (Марианна) Олесницкая-Гловач, семья которой жила на Волыни. Катажина рано потеряла родителей и её опекуном стал Юзеф Липинский, который поддерживал тесные отношения со многими известными людьми своего времени.
В 1822 году Катажина Липинская вышла замуж за Онуфрия Левоцкого — визитатора школ Царства Польского (1787—1854). Семья Левоцких жила с дядей Катажины на втором этаже правого флигеля Казимировского дворца в Краковском предместье польской столицы. У четы Левоцких родились дочь Елена Лемпицкая и сын Юзеф Станислав.
С 1833 года она несколько лет руководила литературным салоном в Варшаве, который пользовался большой популярностью; его посещали представители интеллектуальной элиты города, среди которых были Александр Тышинский, Леон Потоцкий, Юзеф Пашковский, Эдуард Дембовски, Иполит Скимборович, Юлиан Бартошевич, Людвик и Циприан Камиль Норвид.

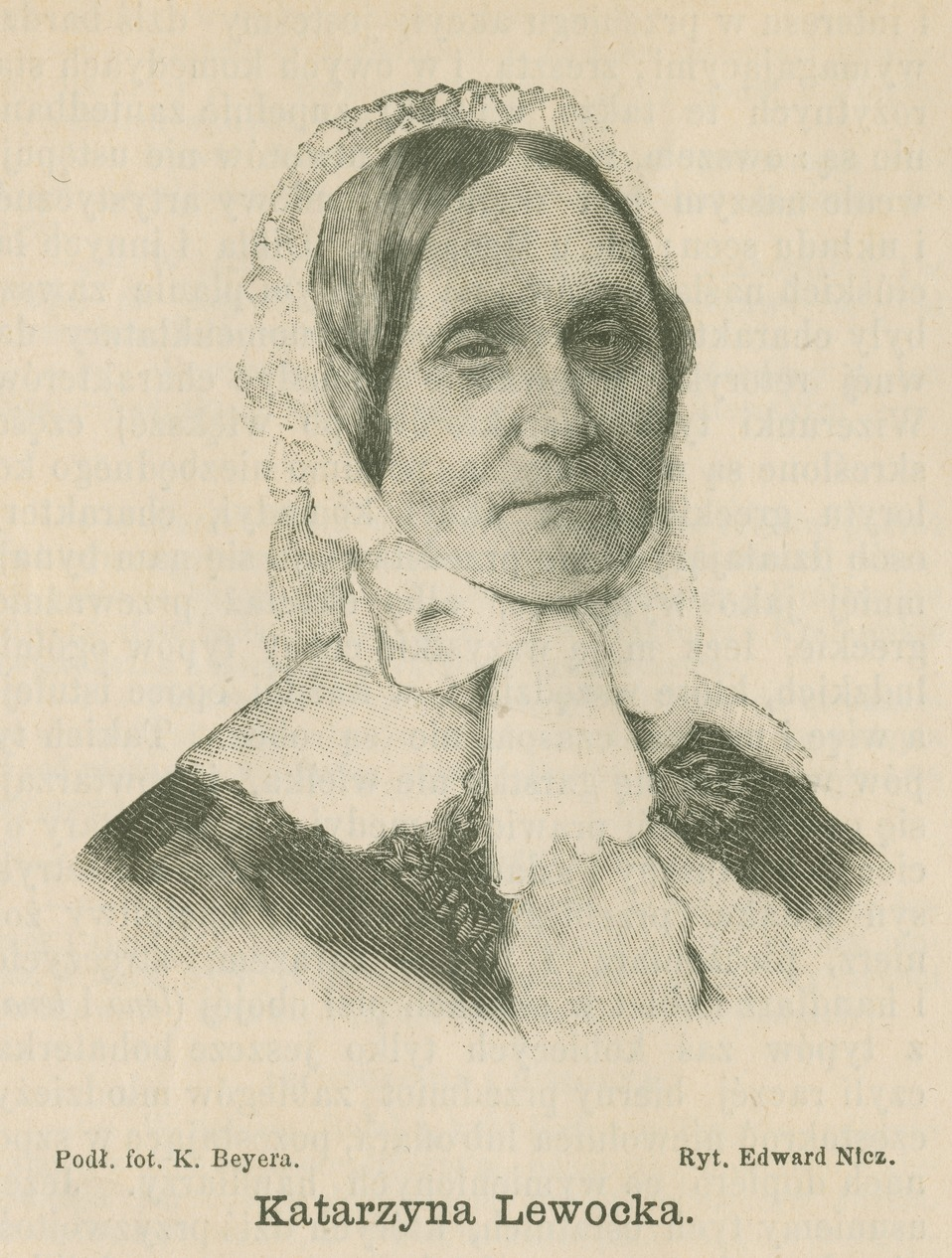
Катажина Левоцкая (1890)

После смерти мужа в 1854 году она содержала небольшой салон в многоквартирном доме Гродзицкого на Краковском предместье, где жила с дочерью и невесткой. Она ушла из общественной жизни после трагической гибели сына в 1862 году.
Катажина Левоцкая редактировала первый женский журнал на польском языке «Pierwiosnek». Сотрудничала с другими журналами, в том числе как автор произведений для молодежи и народа. Ряд её произведений опубликованы под псевдонимом «Петр Рычлак». Александр Краушар использовал её как прототип ведущей варшавского салона в сочинении «Salony i zebrania».
Как переводчица она известна прежде всего переработкой с французского на польский язык повести Виктора Гюго «Bug Jargal» (Варшава, 1830 год).
Катажина Левоцкая умерла 23 февраля 1890 года в городе Варшаве и была похоронена на Повонзковском кладбище, рядом с братом.
Писательница была членом Варшавского благотворительного общества.